# サギ師ジョニー
『サギ師ジョニー』（原題：Johnny the Fox）は、アイルランド出身のハードロック・バンド、シン・リジィが1976年に発表した7作目のアルバム。

## 解説
本作からのシングル「甘い言葉に気をつけろ」は、全英12位に達した。同曲は、ゲイリー・ムーアがシン・リジィ在籍時に発表したソロ・アルバム『バック・オン・ザ・ストリーツ』（1978年）において、オリジナルとは異なるメロウなアレンジで取り上げられており、シン・リジィのライヴでも、ムーアのヴァージョンに近い形で演奏されることもあった（ライヴ・アルバム『Life』等で確認できる）。
フィル・ライノットがラップの要素を取り入れた楽曲「サギ師ジョニーとヤクザのジミー」の録音には、ジェネシスのフィル・コリンズが参加しているという説もある。

## 収録曲
特記なき楽曲はフィル・ライノット作。
1. サギ師ジョニー - "Johnny" - 4:26
2. ロッキー - "Rocky" (Brian Downey, Scott Gorham, Phil Lynott) - 3:42
3. ボーダーライン - "Borderline" (P. Lynott, Brian Robertson) - 4:35
4. 甘い言葉に気をつけろ - "Don't Believe a Word" - 2:18
5. フールズ・ゴールド - "Fools Gold" - 3:51
6. サギ師ジョニーとヤクザのジミー - "Johnny the Fox Meets Jimmy the Weed" (B. Downey, S. Gorham, P. Lynott) - 3:43
7. オールド・フレイム - "Old Flame" - 3:10
8. 虐殺 - "Massacre" (B. Downey, S. Gorham, P. Lynott) - 3:01
9. いとしのマリー - "Sweet Marie" (S. Gorham, P. Lynott) - 3:58
10. ブギ・ウギ・ダンス - "Boogie Woogie Dance" - 3:07

2011年 デラックス・エディション ボーナスディスク（CD2）
1. 甘い言葉に気をつけろ（リミックス） - "Don't Believe a Word" (remixed version) - 2:20
2. サギ師ジョニー（リミックス）- "Johnny" (remixed version) - 4:29
3. 甘い言葉に気をつけろ（BBCセッション '76年10月11日）- "Don't Believe a Word" (BBC sessions 11 October 1976) - 2:45
4. サギ師ジョニーとヤクザのジミー（BBCセッション '76年10月11日）- "Johnny the Fox Meets Jimmy the Weed" (BBC sessions 11 October 1976) - 3:41
5. フールズ･ゴールド（BBCセッション '76年10月11日）- "Fools Gold" (BBC sessions 11 October 1976) - 3:53
6. サギ師ジョニー（BBCセッション '76年10月11日）- "Johnny" (BBC sessions 11 October 1976) - 4:16
7. フールズ･ゴールド（インストゥルメンタル･ラン･スルー）- "Fools Gold" (instrumental run-through) - 3:25
8. サギ師ジョニーとヤクザのジミー（インストゥルメンタル･ラン･スルー / エクステンデッド）- "Johnny the Fox Meets Jimmy the Weed" (instrumental run-through – extended version) - 5:31
9. ロッキー（インストゥルメンタル･ラン･スルー）- "Rocky" (instrumental run-through) - 3:46
10. 虐殺（インストゥルメンタル･テイク）- "Massacre" (instrumental take) - 2:00
11. スコッツ･チューン（アンリリースド･スコット･ゴーハム･コンポジション）- "Scott's Tune" (Gorham) (instrumental) - 1:59

## カヴァー
- 甘い言葉に気をつけろ
  - ジョン・ノーラム - ライヴEP「Live in Stockholm」（1990年）に、ゲイリー・ムーアのヴァージョンを元にしたライヴ音源を収録。
  - アンディ・テイラー - 『Dangerous』（1990年）[5]
- 虐殺
  - アイアン・メイデン - シングル「Can I Play with Madness」（1988年）の12インチ・シングル及び12cmCDシングルに収録。

## 参加ミュージシャン
- フィル・ライノット - ボーカル、ベース、アコースティック・ギター
- スコット・ゴーハム - ギター
- ブライアン・ロバートソン - ギター
- ブライアン・ダウニー - ドラムス